# The Pogues
The Pogues é uma banda de rock anglo-irlandesa formada em King's Cross, norte de Londres, em 1982. Seu estilo é baseado na música tradicional irlandesa com influências de punk rock e jazz.
Após o aparecimento do movimento musical punk rock a banda emerge empregando uma mistura entre musica punk e música tradicional irlandesa. Originalmente, o nome do grupo era Pogue Mahone (Pog mo Thoin em irlandês, o que significa "beije o meu traseiro"), tendo sido formado por Jem Finer, Spider Stacy e liderada por Shane MacGowan. Os três tinham um fascínio pela música irlandesa, o que os impulsionou à tomada de decisão em principiarem as suas próprias versões das músicas tradicionais. Quando finalmente lançaram o seu primeiro disco, "Red Roses for Me" em 1984, a editora havia exigido para modificar o nome para o atual "The Pogues".
Um famoso grupo de farristas e alcoólatras, capazes de transformarem um espaço em admiráveis ambientes musicais, não só pela música mas pelos distúrbios nos seus concertos assim como pelas desafinações em relação à discografia. Os problemas do cantor e compositor Shane MacGowan com o álcool levaram-no a sujeitar-se a frequentes tratamentos de desintoxicação de álcool, na época em que editaram as suas célebres músicas presentes no disco "Hell´s Bitch" (1990).
Em 1991, a banda parte para uma digressão nos Estados Unidos com a ausência de Shane MacGowan, que havia sido expulso do grupo. Este teria continuado a sua carreira com uma nova banda chamada Shane Macgowan & The Popes. Contanto, a banda The Pogues seria constituida por Joe Strummer, o ex-vocalista do The Clash. Durante a década de 90 a banda grava um disco a par de Spider Stacy enquanto vocalista, no entanto, em meados da década, o grupo ter-se-ia desfeito.
Em 2001 a banda voltou à ativa, e permaneceu fazendo turnês até 2014, meses após a morte do guitarrista Philip Chevron em outubro de 2013. O baixista Darryl Hunt e Shane MacGowan morreram em agosto de 2022 e novembro de 2023, respectivamente. Em novembro de 2024, os três membros remanescentes, Spider Stacy, James Fearnley e Jem Finer, anunciaram uma nova reunião e turnê no Reino Unido em 2025 para celebrar 40 anos do álbum Rum Sodomy & the Lash.

## Membros

### Atuais
- Spider Stacy: 1982–1996, 2001–
- James Fearnley: 1982–1993, 2001–
- Jem Finer: 1982–1996, 2001–

### Outros
- Shane MacGowan: 1982–1991, 2001–2014
- Andrew Ranken: 1982–1996, 2001–2014
- Cait O'Riordan: 1982–1986, 2004
- Philip Chevron: 1985–1994, 2001–2013
- Darryl Hunt: 1986–1996, 2001–2014
- Terry Woods: 1986–1994, 2001–2014
- Joe Strummer: 1991 (também substituto de Phil Chevron no tour de 1987)
- Jamie Clarke: 1993–1996
- Dave Coulter: 1993–1996
- James McNally: 1993–1996
- Ella Finer (Membro semioficial) 2005– (Vocalista em Fairytale of New York)

## Discografia

### Álbuns de estúdio
- Red Roses for Me (1984)
- Rum Sodomy & the Lash (1985)
- If I Should Fall From Grace With God (1988)
- Peace and Love (1989)
- Hell's Ditch (1990)
- Waiting for Herb (1993)
- Pogue Mahone (1996)

### Outros
- Poguetry in Motion (EP, 1986)
- Yeah Yeah Yeah Yeah Yeah (EP, 1990)
- Streams of Whiskey: Live in Leysin, Switzerland 1991 (2002) (ao vivo)
- The Ultimate Collection Including Live at the Brixton Academy 2001 (2005) (compilação/ao vivo)
- The Pogues in Paris: 30th Anniversary Concert at the Olympia (2012) (ao vivo)
- Live in London (2013) (compilação; com Joe Strummer)
- BBC Sessions 1984-1986 (2020) (ao vivo; arquivo)

## Filmografia
- Straight to Hell (1987), dirigida por Alex Cox.